# Hald Sogn
Hald Sogn er et sogn i Randers Nordre Provsti (Århus Stift).
I 1800-tallet var Kærby Sogn anneks til Hald Sogn. Hald hørte til Nørhald Herred, Kærby til Gjerlev Herred, begge i Randers Amt. Hald Sogn tilhørte Hald-Kærby Kommune fra 1842 til 1970. Kommunen blev ved kommunalreformen i 1970 indlemmet i Nørhald Kommune, som ved strukturreformen i 2007 indgik i Randers Kommune.
I Hald Sogn ligger Hald Kirke.
I sognet findes følgende autoriserede stednavne:
- Hald (bebyggelse, ejerlav)
- Hald Krat (bebyggelse)
- Hald Mark (bebyggelse)
- Korshøj (areal)
- Kærby Mark (bebyggelse)
- Mostrup (bebyggelse, ejerlav)
- Stovby (bebyggelse, ejerlav)
- Stovby Mark (bebyggelse)
- Østerhede (bebyggelse)